# Polycentropus pixi
Polycentropus pixi är en nattsländeart som beskrevs av Ross 1944. Polycentropus pixi ingår i släktet Polycentropus och familjen fångstnätnattsländor. Inga underarter finns listade i Catalogue of Life.